# 110e congrès des États-Unis
3 janvier 2007 – 3 janvier 2009
Sessions
Précédent Suivant
Le 110e congrès des États-Unis est la législature fédérale américaine débutant le 3 janvier 2007 à midi et se concluant le 3 janvier 2009. Sa première session commence le 4 janvier.
433 des 435 représentants sont élus le 7 novembre 2006 et les deux derniers en décembre. Au Sénat, 33 membres sur 100 sont élus en même temps, les autres en 2002 et en 2004. Les démocrates sont majoritaires dans les deux chambres pour la première fois depuis la 103e législature du Congrès des États-Unis (1993-1995).
Nancy Pelosi est la première femme à occuper les fonctions de présidente de la Chambre des représentants. Keith Ellison, représentant démocrate du Minnesota, est le premier musulman élu au Congrès ; les démocrates Mazie Hirono, représentant d’Hawaii, et Hank Johnson, représentant de Géorgie, sont les premiers bouddhistes élus.

## Sessions
Deux sessions ont eu lieu :
- la première session a commencé le 4 janvier 2007 ;
- la deuxième session a commencé le 3 janvier 2008.

## Composition

### Sénat
| La composition Sénat du 110e Congrès des États-Unis                                        |
|                                                                                            |
| - Parti républicain: 49 membres. - Parti démocrate: 49 membres. - Indépendants: 2 membres. |

| Parti | Parti                                            | Membres |
| ----- | ------------------------------------------------ | ------- |
|       | Parti démocrate                                  | 49      |
|       | Parti républicain                                | 49      |
|       | Indépendants (tous inscrits au groupe démocrate) | 2       |
| Total | Total                                            | 100     |

### Chambre des représentants
| La composition Chambre des représentants du 110e Congrès des États-Unis |
|                                                                         |
| - Parti démocrate: 233 membres. - Parti républicain: 202 membres.       |

| Parti | Parti             | Membres | Pourcentage |
| ----- | ----------------- | ------- | ----------- |
|       | Parti démocrate   | 233     | 53.6 %      |
|       | Parti républicain | 202     | 46.4 %      |
| Total | Total             | 435     |             |

## Ressources

### Origine du texte
- (en) Cet article est partiellement ou en totalité issu de l’article de Wikipédia en anglais intitulé « 110th Congress of the United States » (voir la liste des auteurs).